# Pseudargyrotoza conwagana
Pseudargyrotoza conwagana ist ein Schmetterling aus der Familie der Wickler (Tortricidae).

## Merkmale
Die Falter erreichen eine Flügelspannweite von 11 bis 15 Millimetern. Sie sind gelblich gefärbt und weit verbreitet.

## Verbreitung
Pseudargyrotoza conwagana ist in weiten Teilen Europas verbreitet.

## Lebensweise
Die Raupen leben hauptsächlich an den Beeren und Samen von Eschen (Fraxinus) und an Liguster (Ligustrum).

### Flug- und Raupenzeiten
Pseudargyrotoza conwagana bildet eine Generation im Jahr, die von Mai bis Juli fliegt. Die Raupen können von Juli bis Oktober angetroffen werden.